# Quận Nam (Hồng Kông)
Nam khu giản thể: 南区; phồn thể: 南區; bính âm: Nán Qū; Wade–Giles: Nan2 Ch'ü1; Việt bính: naam4 keoi1 là một trong 18 quận của Hồng Kông. Quận nằm ở nửa phía nam của Đảo Hồng Kông. Dân số quận năm 2001 là 290.240 người. Đây là quận ít dân thứ tư tại Hồng Kông.
Quận Nam đối diện với Biển Đông ở phía nam, và dựa lưng vào những ngọn núi, nơi là công viên của Hồng Kông. Phần phía đông của quận là khu vực nửa nông thôn và có một số bãi biển có tiếng tại Hồng Kông. Phần phía tây của quận là khu vực dân cư và phát triển công nghiệp.